# Riccardo di Castelvecchio
Riccardo di Castelvecchio, pseudonimo di Giulio Pullè (Verona, 25 febbraio 1814 – Milano, 1894), è stato un commediografo italiano.

## Biografia
Nacque in una famiglia fiamminga e studiò giurisprudenza.
Appassionatosi al teatro, realizzò numerose opere sia in prosa sia in versi.
Dopo qualche insuccesso iniziale raggiunse il consenso grazie ad un lavoro in dialetto veneziano intitolato La cameriera astuta (1857), che restò in cartellone per molti anni.
Seguirono La donna romantica e il medico omeopatico (1858), incentrato sulle stranezze femminili, ancora messo in scena nei primi decenni del XX secolo, e che fu tradotto in una versione napoletana da Peppino De Filippo nel 1940.
Riccardo di Castelvecchio si distinse per i testi ispirati a Carlo Goldoni e per gli argomenti storici.
Anche il figlio di Riccardo di Castelvecchio si mise in evidenza come scrittore teatrale: di Leopoldo Pullè si può menzionare il Guanto della Regina (1867).

## Opere
- Nostalgia, Giulia ovvero una passione sfortunata;
- Ugo Foscolo;
- La cameriera astuta (1859);
- La notte di San Silvestro;
- La donna romantica e il medico omeopatico (1858);
- La donna bigotta;
- La collana della regina;
- Frine;
- Il duca di Reichstadt
- Patria;
- Delia o la libertà;
- Dopo la pace di Villafranca;
- Donna pallida;
- La famiglia ebrea.